# Vila Mutirão
Vila Mutirão é um bairro da região noroeste de Goiânia.
Segundo dados do Instituto Brasileiro de Geografia e Estatística (IBGE), divulgados pela prefeitura, no Censo 2010 a população da Vila Mutirão era de 6 559 pessoas.

## História
O bairro foi construído em 1983, num dia em que, o então governador de Goiás, Iris Rezende, levantou um mutirão na região e promoveu a construção de mil casas em um dia para famílias carentes. O projeto deu certo e o bairro foi erguido.
Entretanto, a distância com a região central atrapalhou a vida dos moradores daquele local. Com o passar do tempo, o bairro foi recebendo infraestrutura.